# Facultad de Educación y Trabajo Social de Valladolid
La Facultad de Educación y Trabajo Social de la Universidad de Valladolid es un centro docente de Valladolid en el que se imparten titulaciones de Grado y Postgrado. Se encuentra situado en el Campus Miguel Delibes. 

## Historia
El centro entró en funcionamiento en octubre de 2001 y fue inaugurado por el Excmo. y Magfco. Sr. Rector D. Jesús Mª Sanz Serna el 8 de mayo de 2002.
La Facultad de Educación y Trabajo Social tiene su origen con la fusión de la Facultad de Educación y la Escuela Universitaria de Trabajo Social. Ambos centros universitarios cuentan con una larga historia y una amplia proyección social y académica en el ámbito vallisoletano y castellanoleonés.
La Facultad de Educación y Trabajo Social de Valladolid tiene una amplia oferta de estudios en el ámbito de la educación y el trabajo social. La formación reglada a través de sus títulos universitarios así como la amplia oferta de cursos de posgrado y de especialización, convierten a este centro en un importante foco de actividad e innovación.

## Titulaciones
- Grado en Educación Infantil
- Grado en Educación Primaria
- Grado en Educación Social
- Grado en Trabajo Social

## Departamentos
Son muchos los Departamentos que tienen docencia en este centro. Los siguientes Departamentos tienen docencia en la Facultad de Educación y Trabajo Social, es decir, tienen su sede en el centro:
- Dpto. de Didáctica de las Ciencias Experimentales, Sociales y de la Matemática
- Dpto. de Didáctica de la Expresión Musical, Plástica y Corporal
- Dpto. de Didáctica de la Lengua y la Literatura
- Dpto. de Pedagogía
- Dpto. de Psicología
- Dpto. de Sociología y Trabajo Social